# René Pich
René Pich, né le 9 octobre 1940, est un chef d'entreprise et milliardaire français.

## Biographie
Il fait des études d'ingénieur chimiste à l'institut de chimie et physique industrielles de Lyon (ICPI), une école qui a été fusionnée par la suite au sein de CPE Lyon. Il en sort en 1962. Il commence sa carrière en faisant des recherches sur la polymérisation à Rhodiaceta puis à Streichenberger, puis entre à British Petroleum comme directeur technique de l'activité polyacrylamide, qui change plusieurs fois de propriétaire.
En 1978, la société Floerger est mise en vente par son propriétaire, le groupe W.R. Grace. Deux cadres de l'entreprise, René Pich (directeur technique) et Hubert Issaurat (directeur commercial) réalisent une reprise de l'entreprise par ses salariés. La nouvelle entreprise va s'appeler SNF Floerger et devenir le leader mondial de la fabrication de polyacrylamides. René Pich dirige l'entreprise jusqu'en novembre 2010, date à laquelle il confie la présidence à Pascal Remy.
La fortune professionnelle de René Pich et de ses descendants est estimée en 2020 par Challenges à 2 milliards d'euros, ce qui en fait la 49e fortune française.

## Stratégie industrielle et prises de position publiques
Il développe la société SNF Floerger avec beaucoup de succès, avec comme stratégie de rester mono-produit. Il manifeste un souci constant de réduction des coûts de fabrication afin d'être le producteur de polyacrylamides le moins cher du monde, et de trouver de nouveaux usages pour ce produit dont le principal usage reste le traitement de l'eau.
Il a pris position en public pour le développement d'un pôle industriel et de recherche à Saint-Étienne dans le domaine de l'eau, la construction de l'autoroute A45, le maintien d'activité chimiques en France afin que la France cesse de perdre du terrain dans ce domaine face aux géants allemands, contre l'arrêt de la suppression des grands ports commerciaux en France, contre l'arrêt de la suppression des activités de raffinage en France.

## Achats de chloroquine
René Pich, habituellement très discret, est sorti de l'ombre lorsqu'il a acheté 1200 comprimés de chloroquine en Inde, en mars 2020. Il a alors été accusé d'exercice illégal de la médecine et de la pharmacie. L'entreprise SNF Floerger a fait aussitôt un communiqué de presse pour se désolidariser de cette décision de son vice-président et principal actionnaire.

## Distinctions
En 2006, il est fait chevalier de la Légion d'honneur.